# Naoki Itai
Naoki Itai（いたい なおき、1984年10月6日 - ）は、日本の音楽プロデューサー、編曲家、作曲家。埼玉県出身。株式会社MUSIC FOR MUSIC所属。
バンド「EdgePlayer」の元ギタリスト。現在、MUSIC FOR MUSICの音楽プロデューサーとして、様々なアーティストの楽曲制作に携わっている。

## 来歴
埼玉県立不動岡高等学校、駒澤大学法学部法律学科卒業。
14歳の時にギターを始め、スタジオ・ミュージシャンを志す。
19歳の時にプロギタリストとしてのキャリアをスタートさせSME Recordsからメジャー・デビューを果たす。
2011年音楽制作プロダクションMUSIC FOR MUSICを共同で設立。
2015年日本レコード大賞にて、編曲で参加した西野カナの「トリセツ」が優秀作品賞を受賞。
2015年、第49回日本有線大賞にて、編曲で参加した西野カナの「Dear Bride」が日本有線大賞を受賞。
2017年、第59回日本レコード大賞にて、編曲で参加した西野カナの「手をつなぐ理由」が優秀作品賞を受賞。
2018年、第60回日本レコード大賞にて、編曲で参加した西野カナの「Bedtime Story」が優秀作品賞を受賞。

## 参加作品
- BLUE ENCOUNT
  - opening～B.O.D～（編曲/Programing）
  - City（Sound Produce/編曲）
  - さよなら（Additional Production）
  - PREDATOR （Album OP制作）
  - あなたへ（編曲）

- ONE OK ROCK
  - 3xxxv5 （Programing）
  - Skyfall　Featuring Koie from Crossfaith, MAH from SiM, Masato from coldrain（Vocal Recording）
  - Eye of the Storm（Japanese Vocal Rec 参加）
  - Stand Out Fit In（Japanese Vocal Rec 参加）
  - Head High（Japanese Vocal Rec 参加）
  - Grow Old Die Young （Japanese Vocal Rec 参加）
  - Push Back（Japanese Vocal Rec 参加）
  - Wasted Nights（Japanese Vocal Rec 参加）
  - Change（Japanese Vocal Rec 参加）
  - Letting Go（Japanese Vocal Rec 参加）
  - Worst in Me（Japanese Vocal Rec 参加）
  - In The Stars（feat.Kiiara）（Japanese Vocal Rec 参加）
  - Giants（Japanese Vocal Rec 参加）
  - Can’t Wait（Japanese Vocal Rec 参加）
  - The Last Time（Japanese Vocal Rec 参加）
  - Renegades →「Luxury Disease」収録 (映画『るろうに剣心 最終章 The Final』主題歌)（Japanese Vocal Rec 参加）
  - Broken Heart of Gold →「Luxury Disease」収録 (映画『るろうに剣心 最終章 The Beginning』主題歌)（Japanese Vocal Rec 参加）

- 西野カナ
  - トリセツ（編曲） （映画 『ヒロイン失格』 主題歌）
  - A型のうた（編曲）
  - This is Love（編曲）
  - Prologue～Let’s go～（編曲）
  - Have a nice day （編曲）（フジテレビ系 「めざましテレビ」テーマソング）
  - You & Me　（編曲）（映画 『高台家の人々』 主題歌）
  - Epilogue～Just LOVE～（編曲）
  - Dear Bride（編曲(共作)）（編曲:Kyoko Osako）（フジテレビ系 「めざましテレビ」テーマソング）
  - パッ（編曲(共作)）（編曲:Katsuhiko Yamamoto）（大塚食品『ビタミン炭酸MATCH』CMソング/日本テレビ『スッキリ!!』2017年5月度テーマソング）
  - 手をつなぐ理由（編曲(共作)）　（編曲:Katsuhiko Yamamoto）（日本テレビ『スッキリ!!』2017年10月テーマソング）
  - One More Time（編曲）　Sound Produce　（P&G『新レノアハピネス』CMソング）
  - Prologue* ～Humming～（編曲(共作)）（編曲:DJ Mass,Rika Tsukamoto）
  - We’re the miracles（作曲(共作)/編曲）（作曲:Kanata Okajima）
  - スマホ（編曲）
  - Bedtime Story（編曲）（映画『3D彼女 リアルガールズ』主題歌）
  - アイラブユー　（編曲）	（映画『となりの怪物くん』主題歌）
  - Dear Santa　（Additional Production）
  - 29　（編曲(共作)）　（編曲:Andersons）
  - Together 10th Anniversary ver.　（Rearrange.）

- lol
  - perfect summer（編曲）
  - special love（編曲）

- UNIONE
  - SEXY SEXY SEXY（編曲）
  - ロンディ（編曲）
  - Dramatic（共編曲）
  - リバイヴ（編曲）映画『コードギアス 復活のルルーシュ』主題歌
  - 熱帯夜（Sound Produce）
  - アマンテ（編曲）
  - 恋に落ちたら（編曲）
  - 運命NO WAY!（共作曲）
  - smile（共編曲）

- THE ORAL CIGARETTES
  - ONE’S AGAIN (Additional Production)
  - LOVE《Redone Version》 (MIX)
  - Hallelujah (編曲)
  - ワガママで誤魔化さないで（Additional Production）フジテレビ系アニメ『revisions リヴィジョンズ』OPテーマ
  - Shine Holder(Additional Production)
  - Slowly but surely I go on（共作曲/編曲）

- GYROAXIA
  - Existence（作曲）

- Leola
  - Magic Clap（編曲）
  - Sunshine&Happiness（編曲）
  - Just a Love song（編曲）
  - Magic Clap（Album ver.）（編曲）

- ずっと真夜中でいいのに。
  - 脳裏上のクラッカー（Additional Arrange）
  - ヒューマノイド （編曲（共作））
  - 秒針を噛む（Additional Arrange）

- RADWIMPS
  - IKIJIBIKI feat.Taka （Vocal Recording）

- Flower
  - F（共編曲）

- 緑黄色社会
  - あのころ見た光（共編曲）
  - にちようび（編曲）
  - 想い人（共編曲）映画『初恋ロスタイム』主題歌
  - sabotage（共編曲）TBS系火曜ドラマ『G線上のあなたと私』主題歌
  - Shout Baby（共編曲）TVアニメ『僕のヒーローアカデミア』4期「文化祭編」EDテーマ
  - 夏を生きる（共編曲）

- さなり
  - 嘘（Sound Produce）
  - Find Myself （共作曲）
  - Hero（共作曲）

- まるりとりゅうが
  - 君と見たい景色（編曲）（カルピス100周年記念『タナバタノオト』タイアップソング）

- りりあ。
  - 浮気されたけどまだ好きって曲（編曲,Mix,Vocal Direction）
  - 蛙化現象に悩んでる女の子の話。（Arrange）
  - 素直になりたい子の話。（編曲/Mix）
  - 私じゃなかったんだね。（Arrange/Mix）
  - じゃあね、またね（Sound Produce/編曲）
  - 失恋ソング沢山聴いて 泣いてばかりの私はもう。（Sound Produce）

- SixTONES
  - NEW ERA（共作詞、共作曲、共編曲）TVアニメ『半妖の夜叉姫』OPテーマ
  - Life in color（アディショナルアレンジ）
  - 僕が僕じゃないみたいだ（共編曲）映画『ライアー×ライアー』主題歌
  - フィギュア（共編曲）
  - Your Best Day（共編曲）
  - Good Times（編曲）
  - Rosy（共編曲）映画『スパイダーマン:ノー・ウェイ・ホーム』日本語吹替版主題歌
  - 共鳴（共編曲）TVアニメ『半妖の夜叉姫』弐の章1月クールOPテーマ
  - シアター（共編曲)
  - オンガク（編曲)
  - セピア（アディショナルアレンジ）
  - Good Luck!（共編曲）ドラマ『最初はパー』EDテーマ
  - ふたり（共編曲）ドラマ『束の間の一花』EDテーマ
  - PARTY PEOPLE（共編曲）
  - ラ・ラ・ラ・ラブストーリー（共編曲）京本大我・髙地優吾ユニット曲
  - 雨（共編曲）
  - ABARERO -Dark Electro Rock Remix-（編曲）
  - Something from Nothing（共作曲、共編曲）
  - ここに帰ってきて（共編曲）映画『言えない秘密』主題歌
  - バリア（共編曲）映画『お嬢と番犬くん』主題歌
  - BOYZ（編曲）テレビアニメ『WIND BREAKER Season 2』OPテーマ

- KinKi Kids
  - 運命論（共作曲）

- syudou
  - 狼煙（編曲）

- Ado
  - うっせぇわ（Mix）
  - レディメイド（Mix）
  - ギラギラ（Mix）
  - FREEDOM（Mix）
  - ドメスティックでバイオレンス（Mix）
  - マザーランド（Mix）
  - 過学習（Mix）
  - 会いたくて（Mix）
  - 心という名の不可解（Mix）
  - 螺旋（Mix）
  - ビンクスの酒（Mix）
  - リベリオン（Mix）
- Anna
  - 旅行計画（Sound Produce/Arrangement）
- あたらよ
  - また夏を追う（Arrange）
- オーイシマサヨシ
  - 神或アルゴリズム(feat.りりあ。)（Vocal direction）
- 月詠み
  - 月が満ちる（共編曲）
  - 白夜（Sound Direction）

- キタニタツヤ
  - プラネテス（Sound Produce/編曲）
  - 私が明日死ぬなら(Sound Produce/ 共編曲/ Programming/ )
  - いらないもの(編曲)
- くじら
  - 生活を愛せるようになるまで（Sound Produce/Arrangement）
- idom
  - GROW（Arrangement｛共作｝）
- 神はサイコロを振らない
  - クロノグラフ彗星（Sound Produce/編曲）
  - プラトニック・ラブ（Additional Arrange）
- 神はサイコロを振らない×Rin音
  - 六畳の電波塔（Direction）
- 花冷え。
  - NEET GAME（Sound Produce/Arrangement）
- 福原遥
  - シャボンの人（Sound Produce/Arrangement）
- 吉岡聖恵
  - 凸凹（Arrangement）
- 緑黄色社会
  - ずっとずっとずっと（編曲）
  - LITMUS（テレビ朝日系ドラマ『緊急取調室』主題歌）（編曲）
  - Landscape（Sound Produce/編曲）
  - S.T.U.D（共編曲）
  - 安心してね（Recording Direction）
  - ブレス（Arrangement）
- れん
  - ゆらせ（Sound Produce/Arrangement）
- FIVE NEW OLD
  - Perfect Vacation（Sound Produce/Arrangement）
- DISH//
  - しわくちゃな雲を抱いて（Sound Produce/Arrangement）
- Half time Old
  - 暁光（Sound Produce/共作曲）
- LONGMAN
  - Hello Youth（TVドラマ「ゆるキャン△2」OP主題歌）（編曲）
- luz
  - SPIDER（Arrange｛共作｝）
- Mori Calliope
  - CapSule - Mori Calliope x 星街すいせい（Arrangement）
- 鷹嶺ルイ
  - ばかばっか（編曲/Programing）
- SHARE LOCK HOMES
  - おかえり桜（Sound Produce/共編曲）
  - Tuesday Night Fever（Sound Produce/共編曲）
  - チェリオ！（共作曲/Sound Produce）
  - アクセル‼︎（Sound Produce）
- WurtS
  - コズミック（Arrangement/Mix）
- ももいろクローバーZ
  - MONONOFU NIPPON feat.布袋寅泰（編曲）
- KID PHENOMENON from EXILE TRIBE
  - 存在証明（共作編曲）テレビアニメ「るろうに剣心 －明治剣客浪漫譚－」第二クールエンディングテーマ
- shallm
  - まっさかさマジック!（Yusuke Koshiroと共編曲）テレビアニメ『姫様“拷問”の時間です』オープニングテーマ[6]
- 櫻坂46
  - もう一曲 欲しいのかい?（共作曲/共編曲）
- 星街すいせい
  - もうどうなってもいいや （作曲(共作)/編曲）